# Arthur Hill (2e marquis de Downshire)
Arthur Hill (3 mars 1753 - 7 septembre 1801) est un pair, titré 2e marquis de Downshire, et député britannique,.

## Biographie
Il est le fils aîné de Wills Hill, 1er comte de Hillsborough (futur marquis de Downshire). Il s'inscrit au Magdalen College d'Oxford en 1771 et obtient sa maîtrise en 1773.
Il siège en tant que député conservateur du bourg pourri de Lostwithiel de 1774 à 1780, puis de Malmesbury jusqu'en 1784. Il représente également Down au Parlement d'Irlande de 1776 jusqu'à son accession à la pairie en 1793.
Il a plusieurs mandats civils et militaires en Angleterre et en Irlande au cours de cette période. Le 22 mars 1775, il est nommé capitaine de la milice du Hertfordshire et lieutenant-colonel du régiment le 4 mai 1787, démissionnant de sa commission le 4 juin 1794. Nommé gouverneur suppléant du Comté de Down le 6 août 1779, il est choisi en tant que haut shérif du comté en 1785. Il devient membre de la Royal Society le 22 janvier 1790 et lieutenant-adjoint de Berkshire le 12 mai 1792.
À la mort de son père le 7 octobre 1793, il lui succède en tant que marquis de Downshire, dans la pairie d'Irlande, ainsi que dans ses autres titres secondaires, dont celui de comte d'Hillsborough dans la pairie de Grande-Bretagne. Il succède également à son père en tant que Connétable héréditaire du Fort Hillsborough, et en tant que Custos Rotulorum du comté de Down (16 octobre) et gouverneur de Down (17 octobre). Le 7 novembre, il est nommé au Conseil privé d'Irlande.
Il s'oppose vigoureusement à l'Union de la Grande-Bretagne et de l'Irlande en 1800 et est puni par le gouvernement pour son opposition par la destitution de son poste de gouverneur de Down et de colonel de la milice du Downshire, et rayé du rôle du Conseil privé, le 12 février 1800.

## Famille
Le 29 juin 1786, il épouse Mary Sandys, dont il a sept enfants :
- Arthur Hill (3e marquis de Downshire) (1788-1845)
- Arthur Hill (2e baron Sandys) (1792-1860)
- Charlotte Hill (15 juillet 1794 - 30 septembre 1821)
- Mary Hill (8 juillet 1796 - 24 mai 1830)
- Marcus Sandys (3e baron Sandys) (1798–1863)
- Arthur Augustus Edwin Hill (13 août 1800 - 10 juillet 1831)
- George Augusta Hill (9 décembre 1801 - 6 avril 1879), se marie deux fois, avec des nièces de Jane Austen. Son second mariage suscite beaucoup de scandale en raison des lois alors en vigueur contre le mariage des belles-sœurs.

Son dernier fils, George Hill, est né à titre posthume, car Downshire se suicide le 7 septembre 1801. Sa veuve, Marie, sent que sa mort prématurée est en partie due à son humiliation par le gouvernement, et par la suite est un ennemi acharné de Robert Stewart, vicomte Castlereagh. Elle est l'héritière de son oncle, Edwin Sandys (2e baron Sandys), et des domaines de son grand-père, William Trumbull, notamment Easthampstead Park. En 1802, après la mort de Downshire, elle est créée baronne Sandys, avec un reliquat spécial pour ses fils cadets et leurs héritiers, l'un après l'autre, puis pour son fils aîné et ses héritiers.
Hill a également un fils, William Arthur Dore-Hill, avec sa maîtresse Sarah Dore (qui épouse plus tard William Garrow).